# Gianni Granzotto
Gianni Granzotto, all'anagrafe Giovanni (Padova, 12 gennaio 1914 – Roma, 8 marzo 1985), è stato un giornalista, dirigente pubblico e scrittore italiano.

## Biografia
Da famiglia friulana, Gianni Granzotto nasce a Padova, ma trascorre la giovinezza a Bologna, dove si laurea in Lettere nel 1936 con una tesi su Italo Svevo. Nello stesso anno, volontario in Africa Orientale con il Battaglione Universitario «Curtatone e Montanara», compie i primi passi nella carriera giornalistica come inviato del quotidiano torinese Gazzetta del Popolo.
Rientrato in Italia, è chiamato alla direzione de L'Assalto di Bologna e successivamente, a venticinque anni, del quotidiano genovese Il Lavoro.
Allo scoppio della seconda guerra mondiale, adempie agli obblighi di leva occupandosi anche della stampa periodica militare (sarà direttore della Tradotta d'Oltralpe); destinato al fronte albanese, trarrà in seguito da quella esperienza l'ispirazione per il romanzo Vojussa, mia cara.
Al termine del conflitto, in qualità di inviato de Il Tempo,  segue a Parigi la Conferenza di Pace rimanendo poi nella capitale francese come corrispondente del quotidiano romano, oltre che dei settimanali L'Europeo e Tempo fino al 1952.
Nel 1953 è a New York come corrispondente della RAI restandovi fino al 1955, quando è richiamato in Italia per partecipare al gruppo di lavoro che darà vita ai servizi giornalistici della neonata televisione, curando dapprima una rubrica di politica estera nel Telegiornale della sera e quindi, nel 1960, varando la fortunata trasmissione Tribuna elettorale.
Nel 1962 la casa editrice Rizzoli gli affida l'incarico di preparare un quotidiano che avrebbe dovuto chiamarsi Oggi e che avrebbe dovuto dirigere. Dopo oltre tre anni di lavoro e di prove, però, Rizzoli vi rinuncia. Granzotto - nominato dirigente della SIPRA - torna allora alla RAI, che nel 1965 gli affida l'incarico di amministratore delegato. Carica dalla quale nel 1969, dopo il rinnovo del primo mandato, si dimette.
Nel 1970 è presidente dell'Editrice del quotidiano romano Il Messaggero.
Dal 1972 al 1976 è Presidente della Federazione italiana editori giornali (FIEG). Nel 1974 con Indro Montanelli e Guido Piovene fonda Il Giornale del quale è prima amministratore delegato e poi presidente della società editrice.
Tornando alle sue origini letterarie, nel 1975 inizia una prolifica attività di scrittore, pubblicando per la Arnoldo Mondadori Editore La battaglia di Lepanto al quale faranno seguito Carlo Magno, vincitore del Premio Campiello, Annibale, Maria Teresa, Maria Teresa!,  Cristoforo Colombo e il citato Vojussa, mia cara.
Nel 1976 è nominato presidente dell'Agenzia ANSA, carica che manterrà fino al 1985.
Negli ultimi anni gli si era incattivita una vecchia epatite - contratta in Jugoslavia, dove era stato inviato per seguire lo strappo fra Tito e Stalin - la stessa che lo porterà alla morte nel 1985, all'età di 71 anni.

## Opere
- La battaglia di Lepanto. Milano, Mondadori, 1975
- Carlo Magno. Milano, Mondadori, 1978
- Annibale. Milano, Mondadori, 1980
- Maria Teresa, Maria Teresa!. Milano, Mondadori, 1982
- Cristoforo Colombo. Milano, Mondadori, 1984
- Vojussa, mia cara. Milano, Mondadori, 1985

## Riconoscimenti

Gianni Granzotto

- nel 1957 l'Anie, il Gruppo dei costruttori di Radio e Televisione gli ha assegnato l'«Antenna d'oro»;
- ha vinto il Premiolino nel 1960 per la chiarezza, l'informazione e la misura dei suoi commenti televisivi e per aver condotto Tribuna elettorale[6];
- ha vinto il Premio Campiello nel 1978 per Carlo Magno;[7]
- ha vinto il premio Castiglioncello nel 1984 per Cristoforo Colombo.

## Intitolazioni
A suo nome il Premio Estense, del quale Granzotto fu per vent'anni presidente, ha istituito nel 1985 il «Riconoscimento Gianni Granzotto. Uno stile nell'informazione».